# Львов, Александр Дмитриевич (1800)
Князь Александр Дмитриевич Львов (17 (29) декабря 1800 — 21 марта (2 апреля) 1866) — исполняющий должность вице-президента Московской дворцовой конторы, гофмейстер.

## Биография
Сын генерала Дмитрия Семёновича Львова и Марии Александровны (урождённой Павловой).
Первоначальное образование получил в иезуитской коллегии. В 1812 году был зачислен урядником в Калужское ополчение. По окончании войны был награждён чином прапорщика. В 1816 году поступил юнкером в Кавалергардский полк, в 1817 году произведен в корнеты. В ноябре 1819 году в чине поручика вышел в отставку, но в декабре 1821 года вновь вернулся на службу. Состоял адъютантом у А. А. Закревского. В 1826 году штаб-ротмистр князь Львов был вторично уволен от военной службы по болезни и перешёл на гражданскую службу в чине коллежского асессора.
В 1828 году был назначен членом Петербургской таможни. Произведенный в надворные советники, он с 1830 года состоял начальником отделения департамента внешней торговли. В 1834—1839 годах — управляющий московской конторой Государственного коммерческого банка. Являлся членом Попечительского совета заведений общественного призрения в Москве, попечителем Московского сиротского дома, председателем Комитета для надзора за фабриками и заводами в Москве.
Исполнял должность вице-президента Московской дворцовой конторы (1857—1859). С 1859 года числился в штате Министерства императорского двора без содержания и должностных обязанностей. Был удостоен придворных званий камер-юнкера (не позже 1826 года), камергера (1832) и «в должности гофмейстера» (1858); чинов действительного статского советника (1846) и гофмейстера (1859).
Князь Львов пользовался большим уважением в Москве. Проживал с семьей в собственном доме на Мясницкой, в 1850-х годах в доме на Никитском бульваре. Получив крупное наследство от своей тетки Ярославовой, он держал свой дом открытым, где москвичи считали честью быть принятыми. По воспоминаниям графа С. Д. Шереметева 

 Львов был старик с правильными, красивыми чертами, белый, как лунь, с голубыми глазами, нос слегка сгорбленный и тонкий; кроткий и добродушный, необыкновенно изящный — это был прекрасный тип коренного москвича. На старости лет, в угоду жене, он переехал жить в Петербург и вскоре умер.
Похоронен на Лазаревском кладбище Александро-Невской лавры.

## Награды
- Орден Святого Владимира 4-й степени (1839).
- Орден Святой Анны 2-й степени с императорской короной (1844).
- Орден Святого Владимира 3-й степени (1851).
- Орден Святого Станислава 1-й степени (1855).
- Орден Святой Анны 1-й степени (1858).

## Семья
Жена (с 17 июля 1829 года) — княжна Мария Андреевна Долгорукова (1805—12.04.1889), дочь князя Андрея Николаевича Долгорукова (1772—1834) от брака с Елизаветой Николаевной Салтыковой (1777—1855); сестра князей Василия, Ильи, Владимира и Николая, игравших видную роль при дворе. Принадлежа по рождению к высшей московской аристократии, княгиня Львова на склоне лет пользовалась всеобщим уважением, отчасти её побаивались и преклонялись ей. Она строго держала в руках детей, и другой воли, кроме её, в доме не было. При своей строгости княгиня была «доступна добру» и многим помогала. Семья у неё была многочисленная, 11 детей, все они получили прекрасное воспитание и придерживались направлений и взглядов матери. По словам современника, были они «на один тип, добродушные, обходительные, рохлеватые, недалекие и с некоторым литературным интересом». Семь красавиц дочерей, одна красивее другой, сделали прекрасные партии, а четыре сына были устроены на службу, но умерли молодыми. Скончалась от рака в Петербурге, похоронена в Александро-Невской Лавре. Дети:
- Дмитрий (25.07.1830[12]—20.10.1830), похоронен в Александро-Невской лавре.
- Мария (03.09.1831[13]—1909), с 1850 года жена князя Иродиона Андреевича Оболенского (1820—1891).
- Евгений (01.10.1832[14]—23.06.1876), крещён 27 октября 1832 года в Никольском морском соборе, крестник княгини Е. А. Остерман-Толстой; подполковник, флигель-адъютант, жена — Зоя Дмитриевна Бибикова. По отзыву современника, был «весьма острый и отчасти безоглядный человек, но в обществе крайне приятный». В Петербурге держал открытый, блестящий дом, где его жена принимала весь столичный бомонд. Умер от внутримозгового кровоизлияния в Париже. Его вдова вышла замуж за дипломата А. П. Кассини.
- Дмитрий (19.09.1833[15]—1874), крещен 10 октября 1833 года в Морском соборе при восприемстве князя В. А. Долгорукова и М. Ф. Львовой; действительный статский советник в должности шталмейстера, умер в умопомешательстве. В браке с Александрой Павловной Александровой имел сына Александра.
- Екатерина (1834—1855), первая жена (1855) графа Алексея Васильевича Бобринского.
- Александра (1836—1912), фрейлина (1858), замужем за Дмитрием Николаевичем Лонгиновым.
- Ольга (1837—1921), замужем за князем Николаем Алексеевичем Долгоруковым (1819—1887), их сын Александр.
- Андрей (1839—1871), умер в Петербурге от тифа.
- Елизавета (1840—1925), с 1861 замужем за князем Дмитрием Петровичем Горчаковым; с 1875 за Василием Григорьевичем Безобразовым (1833—1918).
- Василий (1844—22.06.1877), сопровождая сенатора П. Н. Клушина во время ревизии в Пермской губернии, простудился. Был отправлен на лечение за границу, умер от размягчения мозга в Париже.
- Евдокия (1845—1904), замужем за князем А. Н. Шаховским; во втором браке за В. Н. Вырубовым (1844—1905); их сын Василий.
- Вера (1848—1924), фрейлина (1866), замужем за св. князем Петром Григорьевичем Волконским.